# Мирне (Прилуцький район)
Ми́рне (Ведмеже)  — село в Чернігівській області України. За адміністративним поділом до липня 2020 року село входило до Талалаївського району, а після укрупнення районів входить до Прилуцького району. Входить до складу Талалаївської селищної громади. Розташоване на старовинному шляху з Прилук до Ромен, за 5 км на схід від села Березівки. Площа — 3,41 км².

## Історія
Є на мапі 1869 року як хутір без назви.
Село уперше згадується під 1886 роком. Входило до Березівської волості 2-го стану Прилуцького повіту Полтавської губернії. Тоді було 5 козачих дворів, 4 селянські, 10 хат, 63 жителя.
1910 року в селі було 19 господарств, з них козаків — 10, селян — 9, налічувалось 119 жителів, у тому числі 1 кравець, 1 швець,
5 ткачів, 1 поденник, 8 займалися іншими неземлеробськими заняттями, все інше доросле населення займалося землеробством. Було 88
десятин придатної землі.
З приходом радянської влади, у 1923 року село відійшло до Березівського району Роменської округи УСРР. На мапі 1941 року - х.Ведмеже на 26 дворів.

### В складі України
З 1991 року село у складі України. У 1996 році в селі було 27 дворів, мешкало 40 жителів; за переписом населення 2001 року в селі проживало 39 осіб, станом на листопад 2014 року — 4 особи.
До 2017 року було підпорядковане Березівській сільській раді.